# Сенегал (река)
Сенега́л (араб. نهر السنغال‎) — река в Западной Африке. Образует естественную границу между государствами Сенегал и Мавритания. Длина реки — около 1610 км. Берёт начало в Мали от слияния рек Бафинг и Бакой.

## Этимология
Современное название реки, протекающей по северной границе одноимённого государства, по-видимому, восходят к названию королевства Сангана, которое упоминается арабским географом XI века Аль-Бакри. В основе этого названия может быть берберский этноним сангая (sanhaja), который упоминается арабскими источниками с IX века. То же название страны арабские авторы XVI века упоминают в форме Сингилу, а европейские мореплаватели того времени указывали реку Сенега. В ходе колонизации утвердилось название Сенегал.

## География

Бассейн реки

Истоки Сенегала — реки Семефе (Бакойе) и Бафинг, берущие начало в Гвинее; они образуют небольшую часть гвинейско-малийской границы перед тем, как собраться вместе в Бафулабе в Мали. Оттуда река Сенегал течёт на запад, а затем на север через ущелья Талари возле Галуго и через водопад Гуина, а затем протекает более плавно через Кайес, где принимает Колимбине. Пройдя вместе с Каракоро, река течёт вдоль малийско-мавританской границы на несколько десятков километров до Бакель, где сливается с рекой Фалеме, которая также берет свое начало в Гвинее, впоследствии она проходит вдоль небольшой части границы Гвинеи-Мали, а затем образует большой участок границы Сенегала и Мали до Бакеля. Сенегал далее течёт через полузасушливые земли на севере Сенегала, образуя границу с Мавританией и впадает в Атлантику. В Каэди она принимает Горгол из Мавритании. Проходя через Богу, она достигает Ричарда Толля, где к ней присоединяется Ферло. Затем река проходит через Россои, приближаясь к его устью, вокруг сенегальского острова, на котором расположен город Сен-Луи, после чего поворачивает на юг. Она отделен от Атлантического океана тонкой полоской песка, называемой «Берберский язык» (Langue de Barbarie), прежде чем она впадает в сам океан.
У реки есть две большие плотины: многоцелевая плотина Манантали в Мали и плотина Диама вниз по течению на границе Мавритании и Сенегала, недалеко от выхода к морю, что препятствует доступу соленой воды вверх по течению. Между Манантали и Мака-Диама находится гидроэлектростанция Фелу, которая была первоначально построена в 1927 году и использует водослив. Электростанция была заменена в 2014 году. В 2013 году началось строительство Гуэнской гидроэлектростанции вверх по течению от Фелу у водопадов Гуина.
Река Сенегал имеет водосборный бассейн площадью 419 575 км², средний расход воды около 670 м³/с (от 5 м³/с в мае до 2000-5000 м³/с в августе—сентябре), а годовой сток 21,5 км³. Главные притоки: Фалеме, Каракоро и Горгол.
Вниз по течению от Каеди река делится на две ветви. Левая ветвь, называемая Дуэ, проходит параллельно главной реке на севере. Через 200 км две ветви вновь сливаются в нескольких километрах вниз по течению от Пондора. Длинная полоса земли между двумя ветвями называется Иль-Морфил.

## История
Существование реки Сенегал было известно ранним средиземноморским цивилизациям. Сенегал или какая-либо другая река называлась Бамботус (Bambotus) у Плиния Старшего (возможно, от финикийского «Бегемот») и Ниас (Nias) у Клавдия Птолемея. Его посетил Ганнон около 450 г. до н. э. во время плавания из Карфагена через Геркулесовы столбы к Теону Очема (гора Камерун) в Гвинейском заливе. Отсюда шла торговля со Средиземноморьем, пока не произошло разрушение Карфагена и его торговой сети в Западной Африке в 146 году до нашей эры.

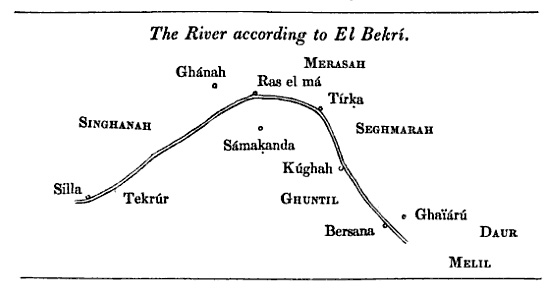
Западный Нил (река Сенегал-Нигер) по аль-Бакри (1068)

В раннем средневековье (ок. 800 г. н. э.) река Сенегал восстановила связь со средиземноморским миром благодаря созданию транс-сахарского торгового пути между Марокко и Ганской империей. Арабские географы, такие как аль-Масуди из Багдада (957 г.), аль-Бакри из Испании (1068 г.) и аль-Идриси из Сицилии (1154 г.), предоставили одни из самых ранних описаний реки Сенегал. Ранние арабские географы полагали, что верховья Сенегала и верховья Нигера были связаны друг с другом, и сформировали единую реку, текущую с востока на запад, которую они назвали «Западный Нил». На самом деле, некоторые из верховьев реки Сенегал находятся возле реки Нигер в Мали и Гвинее. Считалось, что это либо западная ветвь реки Египетский Нил, либо выходящая из того же источника.

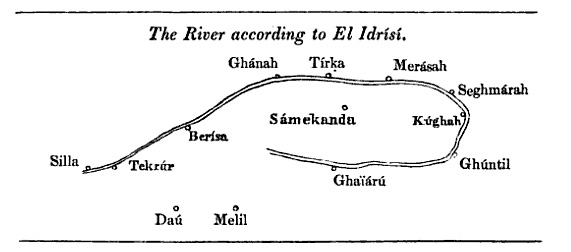
Западный Нил (река Сенегал-Нигер) по Мухаммеду аль-Идриси (1154)

Арабские географы Абд аль-Хасан Али ибн Умар (1230), Ибн Саид аль-Магриби (1274) и Абульфеда (1331) называют Сенегал «Нил Ганы» (Нил Гана или Нили Гана). По мере того как река Сенегал доходила до золотодобывающей империи Ганы, а затем и империи Мали, североафриканские торговцы дали Сенегалу знаменитое прозвище «Река золота». Североафриканские истории о «Золотой реке» дошли до европейских торговцев, которые часто посещали порты Марокко, и соблазн посетить Сенегал оказался непреодолимым. Арабские историки сообщают, по крайней мере, о трёх отдельных арабских морских экспедициях — последняя была организована группой из восьми муграринов («странников») в Лиссабоне (до 1147 года) — которые пытались плыть вниз по атлантическому побережью, возможно, в попытке найти устье Сенегал.
В 1972 году Мали, Сенегал и Мавритания основали организацию по восстановлению реки Сенегал, для совместного управления бассейном реки. Гвинея присоединилась к этой организации в 2005 году. В настоящее время река очень ограниченно используется для перевозки грузов и пассажиров. Организация по восстановлению реки Сенегал рассмотрела возможность создания судоходного канала шириной 55 м между небольшим городком Амбидеди в Мали и Сен-Луи на расстоянии 905 км. Это дало бы Мали, не имеющему выхода к морю, прямой путь к Атлантическому океану.
В бассейне реки находится множество природоохранных зон. Орнитологический резерват Джудж в Сенегале, национальный парк Диавалинг и заповедник Чат-Т-Бул в Мавритании образуют ядро биосферного резервата Дельта-дю-Флёв-Сенегаль в дельте реки.
Водная фауна в бассейне реки Сенегал тесно связана с фауной бассейна реки Гамбия. Эти два региона обычно объединяются в единый экорегион, известный как водосборные бассейны Сенегала и Гамбии. Хотя видовое богатство бассейна умеренно высоко, только три вида лягушек и одна рыба являются эндемичными для этого экорегиона.
| Средний расход воды (м³/с) реки Сенегал по месяцам с 1903 по 1974 гг. (замеры производились на гидрологическом посту в Дагане) |